# Droits de l'homme au Bénin
 (avril 2022).
La mise en forme du texte ne suit pas les recommandations de Wikipédia : il faut le « wikifier ».
Les points d'amélioration suivants sont les cas les plus fréquents. Le détail des points à revoir est peut-être précisé sur la page de discussion.
- Les titres sont pré-formatés par le logiciel. Ils ne sont ni en capitales, ni en gras.
- Le texte ne doit pas être écrit en capitales (les noms de famille non plus), ni en gras, ni en italique, ni en « petit »…
- Le gras n'est utilisé que pour surligner le titre de l'article dans l'introduction, une seule fois.
- L'italique est rarement utilisé : mots en langue étrangère, titres d'œuvres, noms de bateaux, etc.
- Les citations ne sont pas en italique mais en corps de texte normal. Elles sont entourées par des guillemets français : « et ».
- Les listes à puces sont à éviter, des paragraphes rédigés étant largement préférés. Les tableaux sont à réserver à la présentation de données structurées (résultats, etc.).
- Les appels de note de bas de page (petits chiffres en exposant, introduits par l'outil «  Source ») sont à placer entre la fin de phrase et le point final[comme ça].
- Les liens internes (vers d'autres articles de Wikipédia) sont à choisir avec parcimonie. Créez des liens vers des articles approfondissant le sujet. Les termes génériques sans rapport avec le sujet sont à éviter, ainsi que les répétitions de liens vers un même terme.
- Les liens externes sont à placer uniquement dans une section « Liens externes », à la fin de l'article. Ces liens sont à choisir avec parcimonie suivant les règles définies. Si un lien sert de source à l'article, son insertion dans le texte est à faire par les notes de bas de page.
- La présentation des références doit suivre les conventions bibliographiques. Il est recommandé d'utiliser les modèles {{Ouvrage}}, {{Chapitre}}, {{Article}}, {{Lien web}} et/ou {{Bibliographie}}. Le mode d'édition visuel peut mettre en forme automatiquement les références.
- Insérer une infobox (cadre d'informations à droite) n'est pas obligatoire pour parachever la mise en page.

Pour une aide détaillée, merci de consulter Aide:Wikification.
Si vous pensez que ces points ont été résolus, vous pouvez retirer ce bandeau et améliorer la mise en forme d'un autre article.

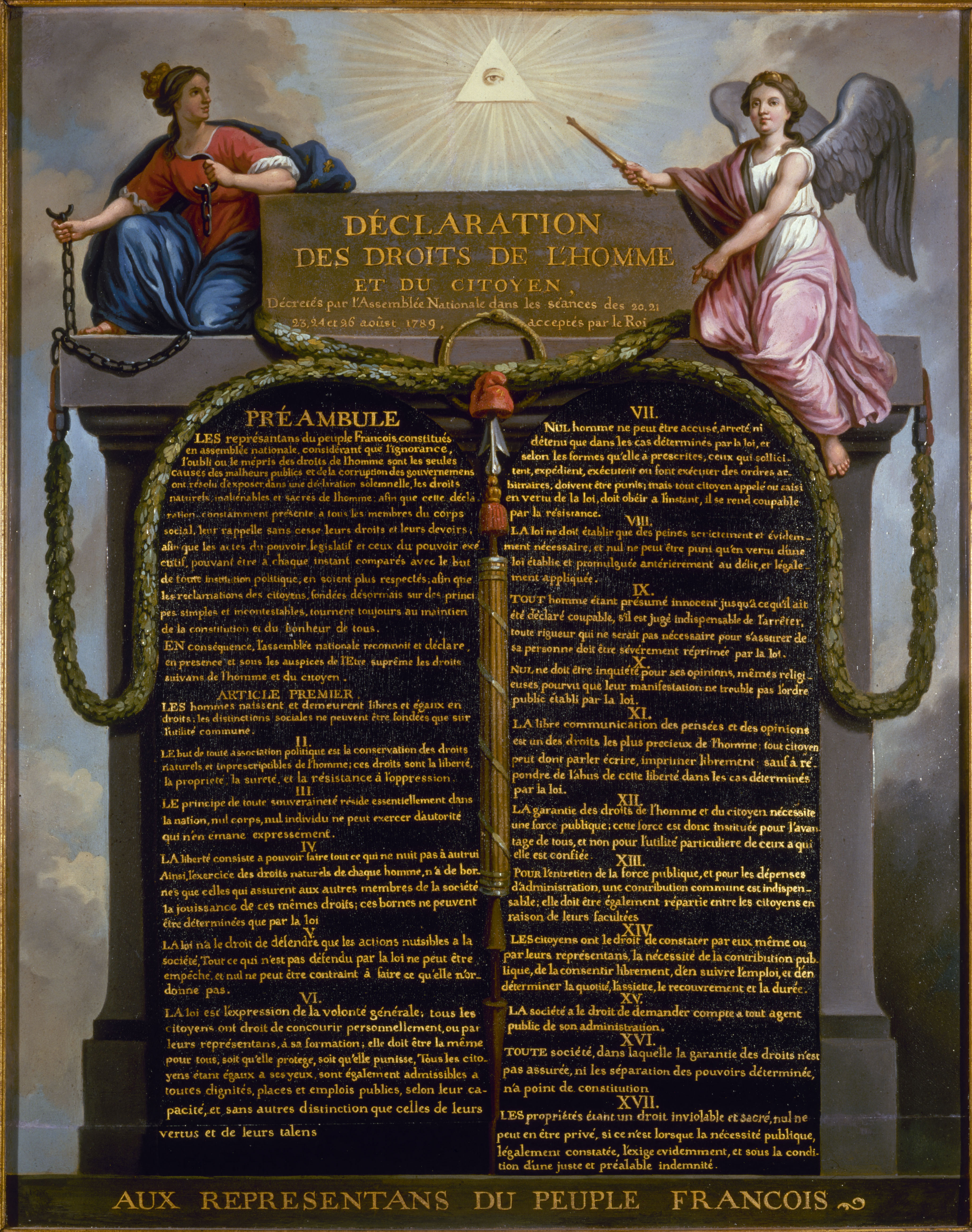
Déclaration des droits de l'homme.

La situation des droits de l'homme au Bénin est considérée comme généralement supérieure à la moyenne de l'Afrique subsaharienne.
Un rapport américain de 2012 félicite le Bénin pour avoir poursuivi la transition vers la démocratie et applaudit le travail législatif de ces dernières années pour adopter et appliquer des lois concernant la violence domestique contre les femmes, la corruption officielle, la torture et d'autres crimes, ainsi que l'établissement des institutions des droits de l'homme, y compris le Médiateur des droits de l'homme et le Conseil national pour la promotion de l'équité et de l'égalité entre genre.
Cependant, le rapport exprime une préoccupation au sujet des informations persistantes faisant état de niveaux élevés de violence et d'abus de la part des services de sécurité, y compris la police, ainsi que des conditions de détention difficiles et de longues périodes de détention provisoire, outre des informations faisant état de graves restrictions au droit de grève dans le secteur public et déclarations antisyndicales fréquentes des autorités, alimentant les tensions sociales et les actions de protestation. En outre, le rapport note la lenteur des progrès du gouvernement dans la lutte contre les pires formes de travail des enfants.

## Contexte historique
Le Bénin est autrefois une colonie française connue sous le nom de Dahomey, qui obtient  son indépendance en 1960. De 1972 à 1990, c'est un État marxiste-léniniste dirigé par le dictateur Mathieu Kérékou, qui prend le pouvoir par un coup d'État. Sous le régime Kérékou, le pays n'a ni la liberté d'expression ni celle de la presse présentant ainsi, un mauvais tableau sur les questions des droits de l'homme. En 1975, il devient République populaire du Bénin. En 1990, le mot «populaire» est retiré du nom officiel du pays  et en décembre 1991, une nouvelle constitution est ratifiée dans le but d'établir une nation dans laquelle «l'État de droit, les droits fondamentaux, les libertés publiques, la dignité humaine et la justice sont garanties, protégées et promues comme condition préalable au développement harmonieux de chaque citoyen béninois» .
En vertu de cette nouvelle constitution, la démocratie est restaurée au Bénin en 1991. Lors des élections tenues cette année-là, Kérékou perd face à Nicéphore Soglo et accepte les résultats du vote. Il est reconduit au pouvoir lors des élections de 1996 et réélu en 2001. Mais en 2006, il ne se présente aux présidentielles. Cet acte de la part de Kérékou permet de considérer ces élections de 2006 comme libres et équitables.
De plus en plus depuis 1991, le Bénin est généralement considéré comme ayant des normes de droits de l'homme considérablement plus élevées que la plupart des autres pays africains. Il est  écrit que le Bénin "apparaît comme l'une des premières démocraties d'Afrique", mais il est à souligner que la majorité des organisations non gouvernementales de défense des droits de l'homme présentes dans le pays, qui datent de la période de transition, manquent de synergie, faute de mise en réseaux. Ce qui parfois se traduit par une duplication des efforts. Lors de la 47e session ordinaire de la commission africaine des droits de l'homme et des peuples en 2010, le procureur général du Bénin, Victor Topanou  déclare qu'il existe aujourd'hui une volonté politique évidente pour assurer le succès de la culture des droits de l'homme, citant les efforts récents de réduire la pauvreté grâce à des politiques de microcrédit, améliorer l'accès à la justice en construisant de nouveaux palais de justice et de nouvelles prisons, et augmenter les rations alimentaires et les soins de santé dans les prisons.

## Accords internationaux
Le Bénin est signataire des accords internationaux suivants:
- Charte africaine (Banjul) des droits de l'homme et des peuples ;
- Convention contre la torture et autres peines ou traitements cruels, inhumains ou dégradants ;
- Convention sur l'élimination de toutes les formes de discrimination à l'égard des femmes;
- Convention relative aux droits de l'enfant;
- Convention internationale sur l'élimination de toutes les formes de discrimination raciale;
- Pacte international sur les droits économiques, sociaux et culturels ;
- Pacte international relatif aux droits civils et politiques[5].

Ce qui suit est un tableau des classements du Bénin depuis 1972 dans les rapports Freedom in the World, publiés chaque année par Freedom House. Une note de 1 est "Libre" ; 7, "pas libre".
| Année | Droits Civiques | Libertés publiques | Statut              | Président       |
| ----- | --------------- | ------------------ | ------------------- | --------------- |
| 1972  | 7               | 5                  | Pas Libre           | Mathieu Kérékou |
| 1973  | 7               | 5                  | Pas Libre           | Mathieu Kérékou |
| 1974  | 7               | 6                  | Pas Libre           | Mathieu Kérékou |
| 1975  | 7               | 7                  | Pas Libre           | Mathieu Kérékou |
| 1976  | 7               | 7                  | Pas Libre           | Mathieu Kérékou |
| 1977  | 7               | 7                  | Pas Libre           | Mathieu Kérékou |
| 1978  | 7               | 7                  | Not Free            | Mathieu Kérékou |
| 1979  | 7               | 6                  | Pas Libre           | Mathieu Kérékou |
| 1980  | 7               | 6                  | Pas Libre           | Mathieu Kérékou |
| 1981  | 7               | 6                  | Pas Libre           | Mathieu Kérékou |
| 1982  | 7               | 6                  | Pas Libre           | Mathieu Kérékou |
| 1983  | 7               | 6                  | Pas Libre           | Mathieu Kérékou |
| 1984  | 7               | 7                  | Pas Libre           | Mathieu Kérékou |
| 1985  | 7               | 7                  | Pas Libre           | Mathieu Kérékou |
| 1986  | 7               | 7                  | Pas Libre           | Mathieu Kérékou |
| 1987  | 7               | 7                  | Pas Libre           | Mathieu Kérékou |
| 1988  | 7               | 7                  | Pas Libre           | Mathieu Kérékou |
| 1989  | 7               | 7                  | Pas Libre           | Mathieu Kérékou |
| 1990  | 6               | 4                  | Partiellement Libre | Mathieu Kérékou |
| 1991  | 2               | 3                  | Libre               | Nicéphore Soglo |
| 1992  | 2               | 3                  | Libre               | Nicéphore Soglo |
| 1993  | 2               | 3                  | Libre               | Nicéphore Soglo |
| 1994  | 2               | 3                  | Libre               | Nicéphore Soglo |
| 1995  | 2               | 2                  | Libre               | Nicéphore Soglo |
| 1996  | 2               | 2                  | Libre               | Mathieu Kérékou |
| 1997  | 2               | 2                  | Libre               | Mathieu Kérékou |
| 1998  | 2               | 2                  | Libre               | Mathieu Kérékou |
| 1999  | 2               | 3                  | Libre               | Mathieu Kérékou |
| 2000  | 2               | 2                  | Libre               | Mathieu Kérékou |
| 2001  | 3               | 2                  | Libre               | Mathieu Kérékou |
| 2002  | 3               | 2                  | Libre               | Mathieu Kérékou |
| 2003  | 2               | 2                  | Libre               | Mathieu Kérékou |
| 2004  | 2               | 2                  | Libre               | Mathieu Kérékou |
| 2005  | 2               | 2                  | Libre               | Mathieu Kérékou |
| 2006  | 2               | 2                  | Libre               | Yayi Boni       |
| 2007  | 2               | 2                  | Libre               | Yayi Boni       |
| 2008  | 2               | 2                  | Libre               | Yayi Boni       |
| 2009  | 2               | 2                  | Libre               | Yayi Boni       |
| 2010  | 2               | 2                  | Libre               | Yayi Boni       |
| 2011  | 2               | 2                  | Libre               | Yayi Boni       |
| 2012  | 2               | 2                  | Libre               | Yayi Boni       |
| 2013  | 2               | 2                  | Libre               | Yayi Boni       |
| 2014  | 2               | 2                  | Libre               | Yayi Boni       |

## Droits fondamentaux
La discrimination fondée sur la race, le sexe, le handicap, la langue et le statut social est interdite par la constitution et les lois; cependant, les femmes et les personnes handicapées continuent d'être victimes de discrimination et le gouvernement fait peu pour la combattre.
Bien que la constitution et les lois béninoises garantissent la liberté d'expression et de la presse, ces droits sont parfois bafoués. L'office gouvernemental de la radio et de la télévision (ORTB) a soi-disant limité les émissions qui critiquentt le gouvernement; le gouvernement bloque le signal d'une station de radio française qui rend compte en 2010 des efforts déployés par des membres de l'Assemblée nationale pour destituer le président Yayi; et un achat massif, soi-disant par des agents du gouvernement, es fait de copies de journaux faisant état d'une affaire de corruption. De nombreux journalistes se livrent à l'autocensure, et un certain nombre d'entre eux sont poursuivis pour diffamation, bien que les juges ontt tendance à choisir de ne pas les poursuivre. "L'abus" de la liberté d'expression est passible d'une peine d'emprisonnement avec travaux forcés. Pourtant, il existe des médias actifs qui critiquent souvent le gouvernement, bien que leur portée soit limitée, en partie à cause de l'analphabétisme. Les médias d'information les plus influents appartiennent au gouvernement. Certains médias privés reçoivent une aide gouvernementale.
Il existe un droit d'accès illimité à Internet, mais il n'est pas disponible dans la plupart des endroits. Le gouvernement n'interfère pas avec les activités académiques ou culturelles et respecte généralement le droit à la liberté de réunion, bien qu'il refuse parfois les autorisations pour les rassemblements des groupes d'opposition et autres. En 2010, le gouvernement  interdit plusieurs rassemblements publics, y compris des manifestations de syndicalistes préoccupés par la corruption et d'autres problèmes. La constitution et les lois du Bénin garantissent le droit de se déplacer librement dans le pays, de voyager à l'étranger, d'émigrer et de rapatrier, et ces droits sont généralement respectés, bien qu'il existe des points de contrôle dans tout le pays qui bloquent les déplacements et qui sont utilisés par la police et les gendarmes pour exiger des pots-de-vin. Bien que les mineurs aient besoin de documents lorsqu'ils voyagent à l'étranger afin d'éviter la traite, l'application inégale de cette exigence entraîne la poursuite de la traite.
Conformément à sa constitution, le Bénin est un État laïc dans lequel la liberté religieuse est garantie à tous et dans lequel les écoles publiques ne sont pas autorisées à dispenser un enseignement religieux (bien que les écoles religieuses privées soient autorisées). Au Bénin, où lors du recensement de 2002, la population était de 27% de catholiques romains, 24% de musulmans, 17% de vaudou (vaudou), 6% d'autres confessions indigènes et 5% de chrétiens célestes, et où les fêtes nationales incluent à la fois les saints chrétiens et musulmans  jours, "le respect des différences religieuses estrépandu à tous les niveaux de la société et dans toutes les régions", selon un rapport du gouvernement américain de 2011, bien qu'il y a "des conflits occasionnels entre les pratiquants du vaudou et les chrétiens au sujet des pratiques d'initiation au vaudou, nécessitant l'intervention de la police".
La corruption existe dans pratiquement tous les secteurs et niveaux de gouvernement au Bénin. Il existe une agence gouvernementale appelée Watchdog to Combat Corruption, dont le but apparent est de résoudre ce problème.

### Les droits des femmes
L'état des droits des femmes au Bénin s'est nettement amélioré depuis la restauration de la démocratie et la ratification de la Constitution, et l'adoption du Code des personnes et de la famille en 2004, qui ont tous deux supplanté diverses coutumes traditionnelles qui traitent systématiquement les femmes de manière inégale. Pourtant, les inégalités et la discrimination persistent. La polygamie et le mariage forcé sont illégaux, mais existent toujours. L'application de la loi contre le viol, dont la peine peut aller jusqu'à cinq ans de prison, est entravée par la corruption, l'inefficacité du travail de la police et la peur de la stigmatisation sociale. L'incompétence de la police fait que la plupart des infractions sexuelles sont réduites à des délits. La violence domestique est répandue, avec des peines allant jusqu'à 3 ans de prison, mais les femmes sont réticentes à signaler les cas et les autorités sont réticentes à intervenir dans ce qui est généralement considéré comme des affaires privées.
Les mutilations génitales féminines sont décrites comme "la pire violation substantielle des droits de l'homme au Bénin". Environ 13% des femmes et des filles en sont victimes (plus de 70% dans certaines régions et tribus), mais la loi qui l'interdit est rarement appliquée. La prostitution, en particulier la prostitution des enfants, est également courante, les clients étant souvent des touristes sexuels. Le harcèlement sexuel est également courant, de nombreuses étudiantes étant maltraitées par leurs professeurs. Bien qu'il s'agisse d'une infraction pénale passible d'une peine pouvant aller jusqu'à deux ans de prison, l'application est laxiste. Les coutumes locales défavorables aux femmes n'ont plus force de loi au Bénin, où les femmes jouissent de droits égaux en vertu de la constitution, y compris en matière de mariage et d'héritage. Pourtant, ils subissent beaucoup de discrimination sociale et professionnelle en raison des attitudes traditionnelles sur les rôles sexuels, et ont beaucoup plus de mal à obtenir un crédit et lorsque les veuves n'ont pas le droit de gérer leur propre propriété. Les femmes des zones rurales jouent des rôles subalternes et effectuent beaucoup de travaux pénibles.
Les femmes victimes de discrimination ou d'abus peuvent demander l'aide de Women in Law and Development-Bénin, de l'Association des femmes juristes du Bénin (AFJB) et de l'Initiative pour la justice et l'autonomisation des femmes par le biais du projet Empower de Care International. Un rapport américain de 2012 a félicité le Bénin pour la création du Conseil national pour la promotion de l'équité et de l'égalité des sexes.

### Droits des enfants
La Commission nationale des droits de l'enfant et le Ministère de la famille sont chargés de promouvoir les droits de l'enfant.
Les enfants deviennent citoyens par naissance au Bénin ou par naissance de parents citoyens béninois. Les naissances de nombreuses personnes ne sont pas enregistrées, ce qui peut entraîner un refus d'éducation, de soins de santé et d'autres services. L'école primaire est obligatoire, même si de nombreuses filles ne vont pas à l'école. Le mariage d'enfants est répandu, bien que le mariage d'enfants de moins de 14 ans soit techniquement illégal, le mariage de ceux entre 14 et 17 ans étant autorisé si les parents donnent leur consentement.
Conformément aux coutumes tribales, les enfants sont souvent tués à la naissance pour diverses raisons - par exemple, l'un des jumeaux est tué parce que les jumeaux sont traditionnellement considérés comme des sorciers. Les enfants nés prématurément ou qui ne pleurent pas à leur naissance sont également considérés comme des sorciers. La raison principale du meurtre de ces enfants est qu'ils sont considérés comme des sources de malheur. Un rapport décrit l'infanticide comme suit: «Dès que l'enfant naît d'une manière considérée comme faisant de lui un sorcier ou un anormal, le chef de famille donne le bébé à un bourreau. Les différentes techniques utilisées pour tuer les nouveau-nés sont atroces. Le bébé est souvent écrasé contre un arbre avant d'être enterré ou abattu. Certains enfants sorciers ou enfants anormaux ne sont pas tués. Ils sont généralement abandonnés, vendus ou donnés à une famille connue pour garder de tels enfants. Ils gardent ces enfants non par amour mais pour les utiliser plus tard comme moyen d'échange comme esclave domestique. Ces enfants doivent survivre en mendiant ». Le même rapport note que si la loi béninoise n'interdit pas explicitement l'infanticide, elle interdit l'homicide, ce qui signifie que le meurtre de nourrissons peut être poursuivi en tant que meurtre. Pourtant, de telles affaires sont rarement portées devant les tribunaux en raison du respect des croyances et coutumes traditionnelles et/ou en raison de la difficulté de rassembler les preuves nécessaires.
Une autre coutume encore courante est celle de placer un enfant pauvre dans une famille aisée comme domestique, une situation qui aboutit souvent à l'exploitation sexuelle et au travail et à la traite. Cette pratique est appelée «vidomègon». D'autres problèmes incluent la prostitution des enfants, qui implique souvent des enfants des rues, et le travail des enfants. Il y a un certain nombre d'enfants des rues, dont beaucoup ne vont pas à l'école ou n'ont pas accès aux soins médicaux.
Un rapport de 2004 souligne que dans les régions rurales du Bénin, où la violence contre les enfants est répandue, ce sont les parents qui jouent le rôle principal dans cette maltraitance, notant qu'ils sont responsables du " meurtre de leurs enfants qui ne sont pas nés de manière "normale" ; ils demandent eux-mêmes aux instituteurs de battre leurs enfants ; ils demandent aux policiers d'infliger des châtiments corporels à leurs enfants qui commettent des actes répréhensibles ; ils vendent leurs enfants à des trafiquants d'enfants. . . . Certains des enfants victimes de violences commises par un membre de la famille ou un agent de l'État ne sont même pas conscients du fait que ce qu'ils endurent est répréhensible. De nombreux cas de violence restent inconnus parce que les victimes ne les dénoncent pas ou simplement parce qu'ils les considèrent comme normaux. » Le gouvernement a fait des efforts pour améliorer la vie des enfants au Bénin, mais la situation reste désastreuse.
La Brigade de protection des mineurs a été créée en 1983 et « a pour mandat d'intervenir chaque fois que des enfants sont en danger moral ou physique. Elle mène des actions de prévention de la délinquance juvénile. Il est progressivement devenu une institution où les problèmes impliquant des enfants sont réglés de manière amicale. Selon ses officiers, son rôle est aujourd'hui plutôt de nature sociale".
Le Bénin n'est pas signataire de la Convention de La Haye de 1980 sur les aspects civils de l'enlèvement international d'enfants, mais il a ratifié la Convention des Nations unies relative aux droits de l'enfant en 1990, la Charte africaine des droits et du bien-être de l'enfant en 1996, et la Convention no. 182 de l'OIT en 2004.

### Droits handicapés
Il n'y a pas de loi interdisant la discrimination contre les personnes handicapées, bien que le gouvernement, en vertu de la loi, soit censé prendre soin de ces personnes. Il n'y a pas non plus de loi exigeant que les bâtiments, publics ou autres, soient accessibles en fauteuil roulant. Il existe peu d'aides institutionnelles pour les personnes handicapées, qui vivent généralement de la mendicité. Il existe cependant des protections dans le droit du travail pour les travailleurs handicapés.

### Droits LGBT
Dans un rapport de 2012, les États-Unis ont noté le rejet par le Bénin d'une recommandation précédente selon laquelle il « décriminalise les relations sexuelles entre personnes consentantes de même sexe » et ont exprimé leur inquiétude persistante « au sujet des citoyens LGBT au Bénin », demandant : « Quels services ou programmes éducatifs proposez-vous ? ont en place pour assurer la sécurité et le bien-être des citoyens LGBT ? » Le rapport appelle le Bénin à "[d]écriminaliser les relations sexuelles entre personnes consentantes de même sexe et à établir des programmes éducatifs et des politiques appropriées pour la police qui favorisent la sécurité personnelle de tous les citoyens béninois, quelle que soit leur orientation sexuelle".

### Droits liés au VIH/SIDA
Il est illégal de discriminer des personnes en raison de leur statut sérologique, et les cas manifestes d'une telle discrimination ne seraient pas fréquents.

### Les droits des minorités
Il n'y a pas d'ethnie majoritaire au Bénin. Divers groupes ethniques sont représentés dans le secteur public.

### Droits des réfugiés et des demandeurs d'asile
Il existe un système de protection des réfugiés, dont le pays comptait environ 7 300 fin 2010, la plupart en provenance du Togo. Le Bénin travaille avec le HCR et d'autres groupes pour aider ces personnes. Ceux qui ne remplissent pas les conditions requises pour être réfugiés sont invités à demander un permis de séjour.

### Droits des employés
Les travailleurs sont autorisés à se syndiquer et à faire grève, bien qu'ils soient tenus de fournir un préavis de grève de trois jours et que le gouvernement puisse les interdire pour diverses raisons. Les travailleurs, à l'exception de ceux de la marine marchande, ont également le droit de négocier collectivement. Il existe une Commission nationale de consultation et de négociation collective qui participe à ces négociations. Le travail forcé est illégal, bien qu'il existe dans un certain nombre de secteurs, impliquant souvent des enfants. Les enfants de moins de 12 ans ne peuvent travailler à aucun emploi; ceux entre 12 et 14 ans peuvent effectuer des travaux légers ou occuper des emplois domestiques. Mais ces restrictions ne sont pas pleinement appliquées et, en réalité, des enfants aussi jeunes que sept ans travaillent dans des fermes, des entreprises, des constructions, des marchés et d'autres contextes, certains étant sous contrat avec des "agents" et mis au travail dans d'autres pays.
Faute d'inspecteurs, le code du travail est mal appliqué et uniquement dans le secteur dit formel. Il existe un salaire minimum, mais il est très bas, et il existe diverses restrictions sur les heures de travail, etc., mais celles-ci ne sont généralement appliquées que dans le "secteur formel". Les normes de santé et de sécurité ne sont pas non plus appliquées efficacement.

### Droits des personnes en état d'arrestation
L'arrestation arbitraire est illégale, mais elle se produit. La police et la gendarmerie sont mal équipées et mal formées, bien que le gouvernement ait fait des efforts pour améliorer la situation. En vertu de la constitution, les accusés ne peuvent être arrêtés sans mandat ni preuve et doivent être traduits en justice par un juge dans les 48 heures, mais ces règles ne sont pas toujours respectées. Cependant, le droit des accusés à une décision judiciaire rapide est généralement respecté, tout comme le droit à une représentation rapide et à des visites familiales.
Il y a un problème avec les actes de violence commis par des foules contre des criminels présumés qui, selon eux, n'ont pas été suffisamment punis par les tribunaux; les membres de ces foules ne sont souvent pas arrêtés. Un rapport note que la propagation de cette pratique au Bénin a été influencée par son utilisation antérieure au Nigeria.
Bien que la constitution et les lois béninoises interdisent la torture, celle-ci existe et les détenus sont souvent battus. En 2010, Adam Yessoufa est mort en détention après avoir été battu par les forces de sécurité. Aucune information à ce sujet n'a été rendue publique et aucune accusation n'a été portée contre qui que ce soit. Un rapport de 2004 a observé que les actes de violence physique brutale commis par les autorités restent systématiquement impunis au Bénin. Le rapport note en outre que "les forces de l'ordre n'hésitent pas à utiliser des menottes et des mégots de cigarettes pour maîtriser les membres de leur propre famille ou leurs proches", citant le cas d'un membre de la gendarmerie qui a menotté sa femme et a utilisé des gaz lacrymogènes sur elle.

### Droits des justiciables
Les procès sont souvent retardés en raison de dossiers surchargés et d'un personnel et d'installations inadéquats. Bien que le pouvoir judiciaire soit censé être indépendant, il est susceptible d'être influencé par d'autres branches du gouvernement. Il y a une corruption généralisée. Les accusés ont les droits habituels en vertu du droit civil français et des coutumes locales, y compris le droit à un procès devant jury, la présomption d'innocence, le droit à un avocat, le droit de confronter des témoins et le droit de faire appel. Ces droits sont généralement respectés. Le fait que les jeunes accusés ne soient pas jugés par des tribunaux pour mineurs représente une violation des normes internationales.

### Droits des détenus
Les prisons béninoises sont surpeuplées, l'une d'elles hébergeant un nombre de détenus six fois supérieur à sa capacité officielle. Parmi les autres problèmes rencontrés dans les prisons béninoises figurent la malnutrition, la maladie, le manque d'hygiène, des soins médicaux inadéquats et le manque de ventilation. Les mineurs sont souvent emprisonnés avec les adultes. Les observateurs des droits de l'homme sont autorisés à visiter les prisons. De nombreuses femmes sont emprisonnées avec leurs enfants et accouchent en prison sans la présence d'un médecin. Un rapport d'IRIN de 2008 notait que « [l]es conditions carcérales au Bénin sont si déplorables qu'elles ont été, avec la brutalité policière, l'une des deux raisons qui ont contraint l'organisme international de surveillance des droits de l'homme Amnesty International à inscrire le pays dans son rapport annuel sur l'état de la situation mondiale. rapport sur les droits de l'homme pour la première fois en 2008". Un rapport du gouvernement américain de 2012 appelait le Bénin à "[i] améliorer les conditions des prisons et autres lieux de détention et réduire la surpopulation en construisant plus de prisons ou en réduisant la durée de la détention provisoire". Un rapport de 2012 de l'ACAT-Bénin faisait des recommandations similaires.
La peine capitale est toujours officiellement légale au Bénin et les condamnés sont toujours condamnés à mort, mais aucune exécution n'a eu lieu depuis 1987.

## Remarques
1.a. Notez que "l'année" signifie "l'année couverte". Par conséquent, les informations pour l'année marquée 2008 proviennent du rapport publié en 2009, et ainsi de suite.
2.b. ^ Dès le 1er janvier.
3.c. ^ Le rapport de 1982 couvre l'année 1981 et le premier semestre de 1982, et le rapport suivant de 1984 couvre le second semestre de 1982 et l'ensemble de 1983. Dans un souci de simplicité, ces deux rapports aberrants "d'un an et demi" ont été divisés en trois rapports d'un an par interpolation.